# ATA over Ethernet
Pour les articles homonymes, voir AOE.
ATA over Ethernet (AoE) est un protocole réseaux développé par Brantley Coile Company. Il a été conçu pour être simple et performant. Il permet le transport des commandes ATA sur un réseau Ethernet. Il est utilisé pour créer des SAN a bas coût avec des technologies déjà existante sur le marché et largement rentabilisé en entreprise.

## Description du Protocole
Le protocole AoE fonctionne sur la couche 2 du Modèle OSI, c'est-à-dire qu'il ne sert non pas du protocol IP mais des adresses physiques (Adresse MAC) pour s'adresser au périphérique concerné. De ce fait, le protocole n'est pas routable sur internet et n'est donc pas accessible à travers celui-ci.

Il a été conçu pour être simple, léger et rapide, d'ailleurs ses spécifications tiennent sur 12 pages. l'organisme IEEE lui a assigné l'EtherType 0x88a2.
```
      0                   1                   2                   3
      0 1 2 3 4 5 6 7 8 9 0 1 2 3 4 5 6 7 8 9 0 1 2 3 4 5 6 7 8 9 0 1
     +-+-+-+-+-+-+-+-+-+-+-+-+-+-+-+-+-+-+-+-+-+-+-+-+-+-+-+-+-+-+-+-+
   0 |                    Ethernet Destination MAC Address           |
     +-+-+-+-+-+-+-+-+-+-+-+-+-+-+-+-+-+-+-+-+-+-+-+-+-+-+-+-+-+-+-+-+
   4 |   Ethernet Destination (cont) |  Ethernet Source MAC Address  |
     +-+-+-+-+-+-+-+-+-+-+-+-+-+-+-+-+-+-+-+-+-+-+-+-+-+-+-+-+-+-+-+-+
   8 |                    Ethernet Source MAC Address (cont)         |
     +-+-+-+-+-+-+-+-+-+-+-+-+-+-+-+-+-+-+-+-+-+-+-+-+-+-+-+-+-+-+-+-+
  12 |     Ethernet Type (0x88A2)    |  Ver  | Flags |     Error     |
     +-+-+-+-+-+-+-+-+-+-+-+-+-+-+-+-+-+-+-+-+-+-+-+-+-+-+-+-+-+-+-+-+
  16 |             Major             |     Minor     |    Command    |
     +-+-+-+-+-+-+-+-+-+-+-+-+-+-+-+-+-+-+-+-+-+-+-+-+-+-+-+-+-+-+-+-+
  20 |                              Tag                              |
     +-+-+-+-+-+-+-+-+-+-+-+-+-+-+-+-+-+-+-+-+-+-+-+-+-+-+-+-+-+-+-+-+
  24 |                              Arg                              |
     +-+-+-+-+-+-+-+-+-+-+-+-+-+-+-+-+-+-+-+-+-+-+-+-+-+-+-+-+-+-+-+-+

```

## Système d'exploitation intégrant AoE
- Linux depuis mars 2005 avec la série 2.6.11
- Solaris depuis août 2007 avec la série 1.4
- FreeBSD

## Driver externes
OpenAoE (github)